# Adrian (Texas)
Adrian is een plaats (city) in de Amerikaanse staat Texas, en valt bestuurlijk gezien onder Oldham County.

## Demografie
Bij de volkstelling in 2000 werd het aantal inwoners vastgesteld op 159.
In 2006 is het aantal inwoners door het United States Census Bureau geschat op 155, een daling van 4 (-2,5%).

## Geografie
Volgens het United States Census Bureau beslaat de plaats een oppervlakte van
2,3 km², geheel bestaande uit land. Adrian ligt op ongeveer 1231 m boven zeeniveau.

## Plaatsen in de nabije omgeving
De onderstaande figuur toont nabijgelegen plaatsen in een straal van 64 km rond Adrian.